# Sine Hovesen
Sine Hovesen (* 19. August 1987) ist eine ehemalige dänische Fußballspielerin.

## Karriere

### Vereine
Hovesen spielte bereits im Alter von 17 Jahren im Seniorinnenbereich Vereinsfußball. Sie gehörte von 2004 bis 2007 der Frauenfußballmannschaft von Vejle BK an und kam in der Gjensidige Kvindeliga, der höchsten Spielklasse im dänischen Frauenfußball, zu Punktspielen. Von 2007 bis 2016 spielte sie an- und abschließend für den Ligakonkurrenten Fortuna Hjørring. Während ihrer Vereinszugehörigkeit gewann sie mit ihrer Mannschaft aus der Region Nordjylland viermal die Meisterschaft und zweimal den nationalen Vereinspokal; im Finale 2008 wurde SønderjyskE Fodbold mit 4:0, im Finale 2016 Brøndby IF mit 3:1 bezwungen. Auf internationaler Vereinsebene bestritt sie in sechs aufeinander folgenden Saisonen (2009–2014) insgesamt 14 Champions-League-Spiele, in denen ihr am 15. Oktober 2014 im Erstrundenrückspiel beim 6:0-Sieg gegen Atlético Ouriense mit dem Treffer zum 4:0 in der 69. Minute ihr einziges Tor gelang.

### Nationalmannschaft
Als Nationalspielerin für die DBU debütierte sie in der U17-Nationalmannschaft, mit der sie am Turnier um den Alter zugordneten Nordic-Cup im eigenen Land teilnahm. Sie kam am 28. Juni 2004 in Ballerup beim 5:0-Sieg über die U17-Nationalmannschaft der Niederlande im ersten von vier Turnierspielen zum Einsatz und erzielte mit dem Treffer zum Endstand sogleich ihr erstes Länderspieltor.
Für die U19-Nationalmannschaft bestritt sie bereits zuvor ab dem 17. März 2004 (bis zum 19. Juli 2006) 28 Länderspiele. Zum Auftakt kam sie in zwei Spielen in einem Internationalen Turnier in La Manga del Mar Menor beim 5:2-Sieg über die U19-Nationalmannschaft Schwedens und zwei Tage später beim 6:1-Sieg über die U19-Nationalmannschaft zum Einsatz. Am 9. März 2005 trennte sie sich mit ihrer Mannschaft an selber Stätte von der U19-Nationalmannschaft Norwegens mit einem 0:0-Unentschieden. Im Spieljahr 2006 kam sie dort dreimal zum Einsatz (1:0 vs. Deutschland am 13., 1:1 vs. Norwegen am 15. und 3:1 vs. Frankreich am 19. März). Ferner bestritt sie drei in Freundschaft ausgetragene Länderspiele gegen die Schweizer U19-Nationalmannschaft(3:3 am 8. September 2004, 6:1 am 30. August 2006 und 2:0 am 1. September 2006). Des Weiteren bestritt sie 15 EM-Qualifikationsspiele (jeweils sechs in den Spieljahren 2004 und 2005 und drei im Spieljahr 2006) und kam bei der ersten Teilnahme ihrer Mannschaft bei der vom 11. bis zum 22. Juli 2006 in der Schweiz ausgetragenen Europameisterschaft in drei Spielen der Gruppe A sowie im Halbfinale  bei der 0:1-Niederlage gegen die U19-Nationalmannschaft Frankreichs in Solothurn zu vier Turnierspieleinsätzen. 
Für die U23-Nationalmannschaft bestritt sie zwei Länderspiele gegen die U23-Nationalmannschaft Schwedens, die sowohl am 24. als auch am 26. April in Ballerup und Ronneby mit 1:3 und 0:3 in einem freundschaftlichen Vergleich verloren wurde.
Für die A-Nationalmannschaft bestritt sie in sechs Jahren zwölf Länderspiele, davon allein neun bei ihren drei Teilnahmen an den Turnieren um den Algarve-Cup 2008 (3 Spiele), 2011 (4) und 2013 (2). Am 13. und 16. Dezember 2012 nahm sie mit ihrer Mannschaft am Internationalen Turnier der Stadt São Paulo 2012 teil und kam im torlosen Spiel gegen die Nationalmannschaft Portugals und bei der 1:2-Niederlage gegen die Nationalmannschaft Brasiliens zum Einsatz. Sie wirkte auch ihn ihrem einzigen Freundschaftsspiel am 12. Februar 2013 in Madrid gegen die Nationalmannschaft Spaniens mit, dass torlos endete. Ihr erstes A-Länderspiel bestritt sie am 5. März 2008 in Faro bei der 0:1-Niederlage gegen die Nationalmannschaft Deutschlands, ihr letztes am 13. März 2013 in Lagos beim 3:0-Sieg über die Nationalmannschaft Mexikos, bei dem ihr mit dem Treffer zur 1:0-Führung in der 45. Minute auch ihr einziges A-Länderspieltor gelang.

## Erfolge
Nationalmannschaft
- Algarve-Cup-Finalist 2008

Fortuna Hjørring
- Dänischer Meister 2009, 2010, 2014, 2016
- Dänischer Pokal-Sieger 2008, 2016